# Lotta libera ai Giochi della XV Olimpiade - Pesi mosca
La competizione della categoria pesi mosca (fino a 52 kg) di lotta libera dei Giochi della XV Olimpiade si è svolta dal 20 al 23 luglio 1952 al Töölö Sports Hall di Helsinki.

## Formato
Ad ogni incontro venivano assegnate le seguenti penalità:
- 0 = Al vincitore per schienata
- 1 = Al vincitore per decisione (verdetto di tre giudici)
- 3 = Allo sconfitto

Con cinque penalità o più il lottatore veniva eliminato.
I tre lottatori rimasti disputavano un torneo finale con i risultati acquisiti nel precedenti turni.

## Risultati
| Legenda                                  | Legenda |
| ---------------------------------------- | ------- |
| Lottatore con 5 penalità o più Eliminato |         |

### 1º Turno
Si è disputato il 20 luglio.
| Vincitore            | Pen. | Risultato | Sconfitto             | Pen. |
| -------------------- | ---- | --------- | --------------------- | ---- |
| Yushu Kitano         | 1    | 3:0       | Rolf Johansson        | 3    |
| Hugh Peery           | 1    | 3:0       | Mohamed Abdel El-Ward | 3    |
| Georgy Sayadov       | 1    | 3:0       | Marcel Sigiran        | 3    |
| Giordano De Giorgi   | 1    | 3:0       | Maurice Mewis         | 3    |
| Hasan Gemici         | 1    | 3:0       | Oiva Timonen          | 3    |
| Heinrich Weber       | 0    | Schienata | Leslie Cheetham       | 3    |
| Mahmoud Mollaghasemi | 0    | Schienata | Niranjan Das          | 3    |
| Louis Baise          | 1    | 3:0       | Rodolfo Dávila        | 3    |

### 2º Turno
Si è disputato il 21 luglio.
| Vincitore            | Pen. | Risultato  | Sconfitto             | Pen. |
| -------------------- | ---- | ---------- | --------------------- | ---- |
| Yushu Kitano         | 1    | Schienata  | Mohamed Abdel El-Ward | 6    |
| Hugh Peery           | 2    | 3:0        | Rolf Johansson        | 6    |
| Georgy Sayadov       | 2    | 3:0        | Maurice Mewis         | 6    |
| Giordano De Giorgi   | 2    | 3:0        | Marcel Sigiran        | 6    |
| Hasan Gemici         | 1    | Schienata  | Leslie Cheetham       | 6    |
| Heinrich Weber       | 0    | Schienata  | Niranjan Das          | 6    |
| Mahmoud Mollaghasemi | 0    | Schienata  | Louis Baise           | 4    |
| Rodolfo Dávila       | 3    | Per ritiro | Oiva Timonen          | -    |

### 3º Turno
Si è disputato il 22 luglio.
| Vincitore            | Pen. | Risultato | Sconfitto          | Pen. |
| -------------------- | ---- | --------- | ------------------ | ---- |
| Yushu Kitano         | 1    | Schienata | Rodolfo Dávila     | 6    |
| Georgy Sayadov       | 3    | 3:0       | Hugh Peery         | 5    |
| Hasan Gemici         | 1    | Schienata | Giordano De Giorgi | 5    |
| Mahmoud Mollaghasemi | 1    | 3:0       | Heinrich Weber     | 3    |
| Louis Baise          | 4    | Esentato  |                    |      |

### 4º Turno
Si è disputato il 22 luglio.
| Vincitore            | Pen. | Risultato | Sconfitto      | Pen. |
| -------------------- | ---- | --------- | -------------- | ---- |
| Yushu Kitano         | 1    | Schienata | Louis Baise    | 7    |
| Georgy Sayadov       | 4    | 3:0       | Heinrich Weber | 6    |
| Mahmoud Mollaghasemi | 2    | 2:1       | Hasan Gemici   | 4    |

### 5º Turno
Si è disputato il 23 luglio.
| Vincitore            | Pen. | Risultato | Sconfitto      | Pen. |
| -------------------- | ---- | --------- | -------------- | ---- |
| Hasan Gemici         | 5    | 3:0       | Yushu Kitano   | 4    |
| Mahmoud Mollaghasemi | 3    | 2:1       | Georgy Sayadov | 7    |

### Turno finale
Si è disputato il 23 luglio.
| Vincitore            | Pen. | Risultato | Sconfitto            | Pen. |
| -------------------- | ---- | --------- | -------------------- | ---- |
| Mahmoud Mollaghasemi |      | 2:1       | Hasan Gemici         |      |
| Hasan Gemici         |      | 3:0       | Yushu Kitano         |      |
| Yushu Kitano         |      | 3:0       | Mahmoud Mollaghasemi |      |

1. ↑  Disputato nel 4º turno
2. ↑  Disputato nel 5º turno

## Classifica finale
| Pos.    | Atleta                | Nazione          | V.S.    |
| ------- | --------------------- | ---------------- | ------- |
| Oro     | Hasan Gemici          | Turchia          | 1-1 (4) |
| Argento | Yushu Kitano          | Giappone         | 1-1 (3) |
| Bronzo  | Mahmoud Mollaghasemi  | Iran             | 1-1 (2) |
| 4       | Georgy Sayadov        | Unione Sovietica |         |
| 5       | Heinrich Weber        | Germania         |         |
| 6       | Louis Baise           | Sudafrica        |         |
| 7       | Giordano De Giorgi    | Italia           |         |
| 7       | Hugh Peery            | Stati Uniti      |         |
| 9       | Rodolfo Dávila        | Messico          |         |
| 10      | Marcel Sigiran        | Francia          |         |
| 11      | Maurice Mewis         | Belgio           |         |
| 11      | Mohamed Abdel El-Ward | Egitto           |         |
| 11      | Leslie Cheetham       | Gran Bretagna    |         |
| 14      | Niranjan Das          | India            |         |
| 14      | Rolf Johansson        | Svezia           |         |
| 16      | Oiva Timonen          | Finlandia        |         |